# 川口市立芝中学校
川口市立芝中学校（かわぐちしりつ しばちゅうがっこう）は、埼玉県川口市芝にある公立中学校。

## 沿革
- 1947年（昭和22年）4月10日 - 川口市立芝中学校開校。川口市立芝小学校の一部6教室をしての開校だった。
- 1949年（昭和24年）3月23日 - 木造2階建の校舎が完成。校舎落成式挙行。
- 1966年（昭和41年）4月1日 - 芝東中学校を分離（前川、伊刈、柳崎、芝1丁目、芝下地区）
- 1971年（昭和46年）4月1日 - 芝西中学校を分離（塚原、塚越、田中、樋ノ爪、南町、北町、五斗蒔、道下地区）
- 1978年（昭和53年）4月1日 - 小谷場中学校分離（上谷沼、小谷場、鶴ヶ丸、塚原地区）

## 部活動

### 運動部
- 陸上部
- 卓球部
- 女子バレー部
- 野球部
- 男子バスケット部
- 女子バスケット部
- 女子ソフトテニス部
- 男子バドミントン部
- 女子バドミントン部
- 剣道部
- サッカー部

### 文化部
- 吹奏楽部
- 総合文化部
- 科学部
- 総合活動部

## 出身者
- 佐々木則夫 - 元サッカー日本女子代表監督
- 金野潤 - 柔道家
- 宮原美佐子 - 元女子マラソン選手
- 髙窪健人 - サッカー選手